# Liste der Kulturdenkmäler in Liebenau (Hessen)
Die folgende Liste enthält die in der Denkmaltopographie ausgewiesenen Kulturdenkmäler auf dem Gebiet des Ortsteils Liebenau der  Stadt Liebenau, Landkreis Kassel, Hessen.
Hinweis: Die Reihenfolge der Denkmäler in dieser Liste orientiert sich an der Anschrift, alternativ ist sie auch nach der Bezeichnung oder der Bauzeit sortierbar.
Kulturdenkmäler werden fortlaufend im Denkmalverzeichnis des Landes Hessen durch das Landesamt für Denkmalpflege Hessen auf Basis des Hessischen Denkmalschutzgesetzes (HDSchG) geführt. Die Schutzwürdigkeit eines Kulturdenkmals hängt nicht von der Eintragung in das Denkmalverzeichnis des Landes Hessen oder der Veröffentlichung in der Denkmaltopographie ab.

Das Vorhandensein oder Fehlen eines Objekts in dieser Liste ist keine rechtsverbindliche Auskunft darüber, ob es Kulturdenkmal ist oder nicht: Diese Liste entspricht möglicherweise nicht dem aktuellen Stand der offiziellen Denkmaltopographie. Diese ist für Hessen in den entsprechenden Bänden der Denkmaltopographie Bundesrepublik Deutschland und im Internet unter DenkXweb – Kulturdenkmäler in Hessen einsehbar. Auch diese Quellen sind, obwohl sie durch das Landesamt für Denkmalpflege Hessen aktualisiert werden, nicht immer aktuell, da es im Denkmalbestand immer wieder Änderungen gibt.
Eine verbindliche Auskunft erteilt allein das Landesamt für Denkmalpflege Hessen.
Nutze diese Kartenansicht, um Koordinaten in der Liste zu setzen. In dieser Kartenansicht sind Kulturdenkmale ohne Koordinaten mit einem roten bzw. orangen Marker dargestellt und können in der Karte gesetzt werden. Kulturdenkmale ohne Bild sind mit einem blauen bzw. roten Marker gekennzeichnet, Kulturdenkmale mit Bild mit einem grünen bzw. orangen Marker.
Diese Liste nennt die Kulturdenkmäler der Kernstadt. Für die Kulturdenkmäler der Ortsteile siehe
- Liste der Kulturdenkmäler in Ersen
- Liste der Kulturdenkmäler in Grimelsheim
- Liste der Kulturdenkmäler in Haueda
- Liste der Kulturdenkmäler in Lamerden
- Liste der Kulturdenkmäler in Niedermeiser
- Liste der Kulturdenkmäler in Ostheim (Liebenau)
- Liste der Kulturdenkmäler in Zwergen

## Liebenau
| Bild            | Bezeichnung                                           | Lage                    | Beschreibung | Bauzeit | Daten |
| --------------- | ----------------------------------------------------- | ----------------------- | ------------ | ------- | ----- |
| Bild gesucht BW | Gesamtanlage Liebenau                                 | Lage                    |              |         |       |
| Bild gesucht BW | Mühlengebäude, ehemalige Papenheim’sche Mühle         | Alter Steinweg 2 Lage   |              |         |       |
| Bild gesucht BW | Eckhaus Alter Steinweg 4                              | Alter Steinweg 4 Lage   |              |         |       |
| Bild gesucht BW | Fachwerkhaus Alter Steinweg 5                         | Alter Steinweg 5 Lage   |              |         |       |
| Bild gesucht BW | Nebengebäude Alter Steinweg 5                         | Alter Steinweg 5 Lage   |              |         |       |
| Bild gesucht BW | Längsdielenhaus Alter Steinweg 6                      | Alter Steinweg 6 Lage   |              |         |       |
| Bild gesucht BW | Fachwerkhaus Alter Steinweg 7                         | Alter Steinweg 7 Lage   |              |         |       |
| Bild gesucht BW | Fachwerkhaus Alter Steinweg 9                         | Alter Steinweg 9 Lage   |              |         |       |
| Bild gesucht BW | Fachwerkhaus Alter Steinweg 18                        | Alter Steinweg 18 Lage  |              |         |       |
| Bild gesucht BW | Verputzter Fachwerkbau mit Mansarddach Auf der Burg 1 | Auf der Burg 1 Lage     |              | 1754    |       |
| Bild gesucht BW | Ehemalige Schintterkaserne                            | Burggasse 3 Lage        |              |         |       |
| Bild gesucht BW | Fachwerkgebäude Freier Hof 5                          | Freier Hof 5 Lage       |              |         |       |
| Bild gesucht BW | Fachwerkgebäude Freier Hof 9                          | Freier Hof 9 Lage       |              |         |       |
| Bild gesucht BW | Ständerbau Hintere Straße 3                           | Hintere Straße 3 Lage   |              |         |       |
| Bild gesucht BW | Ständerbau Hintere Straße 18                          | Hintere Straße 18 Lage  |              |         |       |
| Bild gesucht BW | Längsdielenhaus Kirchplatz 1                          | Kirchplatz 1 Lage       |              |         |       |
| Bild gesucht BW | Rathaus                                               | Kirchplatz 2 Lage       |              |         |       |
| Bild gesucht BW | Evangelische Stadtpfarrkirche                         | Kirchplatz Lage         |              |         |       |
| Bild gesucht BW | Fachwerkbau Kirchplatz 3                              | Kirchplatz 3 Lage       |              |         |       |
| Bild gesucht BW | Ständerbau Kirchplatz 5                               | Kirchplatz 5 Lage       |              |         |       |
| Bild gesucht BW | Rähmbau Kirchplatz 6                                  | Kirchplatz 6 Lage       |              |         |       |
| Bild gesucht BW | Fachwerkrähmbau Mittelstraße 1                        | Mittelstraße 1 Lage     |              |         |       |
| Bild gesucht BW | Fachwerkrähmbau Mittelstraße 2                        | Mittelstraße 2 Lage     |              |         |       |
| Bild gesucht BW | Fachwerkrähmbau Mittelstraße 3                        | Mittelstraße 3 Lage     |              |         |       |
| Bild gesucht BW | Ständerbau Mittelstraße 4                             | Mittelstraße 4 Lage     |              |         |       |
| Bild gesucht BW | Flurquerdielenhaus Mittelstraße 5                     | Mittelstraße 5 Lage     |              |         |       |
| Bild gesucht BW | Längsdielenhaus Mittelstraße                          | Mittelstraße 7 Lage     |              |         |       |
| Bild gesucht BW | Backsteinbau Ostheimer Straße 1                       | Ostheimer Straße 1 Lage |              |         |       |
| Bild gesucht BW | Scheune Vordere Straße 2                              | Vordere Straße 2 Lage   |              |         |       |
| Bild gesucht BW | Fachwerkhaus Vordere Straße 3                         | Vordere Straße 3 Lage   |              |         |       |
| Bild gesucht BW | Wohnhaus Vordere Straße 7                             | Vordere Straße 7 Lage   |              |         |       |
| Bild gesucht BW | Ständerbau Vordere Straße 8                           | Vordere Straße 8 Lage   |              |         |       |
| Bild gesucht BW | Ständerbau Vordere Straße 12                          | Vordere Straße 12 Lage  |              |         |       |